# PA-439
A  PA-439 é uma rodovia brasileira do estado do Pará. Essa estrada intercepta a as rodovias PA-254 e BR-163 (trechos concomitantes) em sua extremidade norte.
Está localizada na região do Baixo Amazonas, no estado do Pará, atendendo ao município de Oriximiná